# Зубастики (фильм)
«Зубастики» (англ. The Critters) — американский фантастический комедийный фильм ужасов 1986 года, первый из пяти во франшизе о нападении Зубастиков. Снят кинокомпанией New Line Cinema.

## Теглайны
- «Они пожирают всё так быстро, что ты даже не успеешь закричать…»
- «Эта битва началась в другой галактике, а закончится на заднем дворе Браунов…»
- «Они ничего не делают, они ни о чём не думают, они только едят и когда ты понимаешь, что что-то не так, бывает уже слишком поздно…»

## Сюжет
В глубине нашей Галактики живут Зубастики — маленькие и злобные комочки, которые чем-то напоминают земных ежей. Они прилетели из далёкого космоса, чтобы уничтожить всю нашу цивилизацию — путём её поедания.
Свои дела Зубастики начали на обычной ферме в штате Канзас, где они начинают пробовать на зуб всё, что движется. Но в Космосе есть Космические охотники, цель которых — борьба со злобными инопланетянами. Они могут менять свой облик и имеют в арсенале оружие, гарантированно уничтожающее Зубастиков. На Земле Охотники находят союзников, среди которых — немного чудаковатый, но отважный парень по имени Чарли. Совместные действия людей и Охотников приводят к поражению Зубастиков, но те успевают отложить свои яйца.

## В ролях
- Ди Уоллес — Хелен Браун
- М. Эммет Уолш — Харв
- Билли Грин Буш — Джей Браун
- Скотт Граймс — Брэд Браун
- Надин Ван Дер Велд — Эйприл Браун
- Дон Кит Оппер — Чарли Макфэдден
- Билли Зейн — Стив Эллиот
- Итан Филлипс — Джефф Барнс
- Терренс Манн — Джонни Стил / Аг
- Джереми Лоуренс — Преподобный Миллер
- Лин Шэй — Салли